# テレンス・クラーク
テレンス・エイドリアン・クラーク（Terrence Adrian Clarke、2001年9月6日 - 2021年4月22日）は、アメリカ合衆国のバスケットボール選手。マサチューセッツ州ボストン出身。ポジションはシューティングガード。NCAAのケンタッキー大学でプレーしていた。。

## 経歴
2001年9月6日生まれ。
リバーズスクール、ブリュースターアカデミーを経て、2020年にケンタッキー大学に入学。1年間プレーした後、2021年のNBAドラフトにアーリーエントリー。
しかし、2021年4月22日にカリフォルニア州ロサンゼルスで交通事故に巻き込まれ亡くなった。これを受けNBAは、2021年のNBAドラフトでクラークを特別指名した。

## キャリア統計

### 大学
| シーズン | チーム           | GP | GS | MPG  | FG%  | 3P%  | FT%  | RPG | APG | SPG | BPG | TO  | PPG |
| -------- | ---------------- | -- | -- | ---- | ---- | ---- | ---- | --- | --- | --- | --- | --- | --- |
| 2020–21  | ケンタッキー大学 | 8  | 6  | 28.6 | .421 | .217 | .471 | 2.6 | 2.0 | .6  | .1  | 9.6 |     |